# Сукоби код Поношевца
Сукоби код Поношевца представљају оружане сукобе вођене између Полиције Србије и Ослободилачке војске Косова почетком маја 1998. године, у току Рата на Косову и Метохији. У овим сукобима ниског интензитета припадници ОВК су разбијени и натерани на повлачење у правцу границе са Републиком Албанијом. Мај 1998. је означио велико повећање терористичких активности према јединицама ВЈ, полиције али и цивилном становништву. Осим класичних герилских и диверзантских акција ОВК све више напада цивилно становништво и утиче на нормално функционисање свакодневних активности цивила. Село Поношевац, удаљено десетак километара од Ђаковице, на путу према граничном прелазу Морина, било је почетком маја 1998. године поприште жестоких окршаја МУП-а Србије и Ослободилачке војске Косова. И пре и после завршетка борби, у овом крају су постојале велике снаге ОВК које су ту стациониране ради прихвата терориста који су свакодневно илегално прелазили границу и убацивали оружје за ОВК на Космет.

## Позадина сукоба
Оружје за припаднике ОВК дељено је код џамије у Поношевцу. На том правцу налазе се превоји високи до 650 метара, лаки и погодни за упаде из Албаније, све док граничне патроле Војске Југославије нису затвориле тај део границе. Са албанске стране налазиле су се две највеће базе за обуку терориста, у местима Кукеш и Тропоја. Иницијативу на овом подручју имала је ОВК па су због тога малобројне групе полицајаца могле да се безбедно крећу по Поношевцу једино преко дана, и то искључиво у полицијским конвојима и оклопним возилима. У селу се налазило 50-ак терориста чији је командант био Резак Алија, а његов заменик био је Хасан Алија.

## Ток сукоба
Све је почело око 10.30 часова 3. маја, када је полицијска патрола у Поношевцу привела једног од локалних Албанаца. На патролу је из једне куће у селу отворена ватра од које су рањена два полицајца. Нешто касније нападнута је и сама полицијска станица која се налази у центру села. Нападнути вишеструко бројнијим снагама терориста, блокирани полицајци су затражили појачања из Ђаковице како би одбранили станицу и спасили животе рањеника. Појачање је, међутим, пристигло и нападачима, па су се борбе у селу Поношевцу и у његовој околини наставиле током целе ноћи и читавог 4. маја. Када је у Поношевцу разбијена група терориста, међу погинулима је нађен и један црнопути човек. Према идентификационим документима нађеним код њега установљено је да се ради о Џабер Имад Мадедину из Судана. Погибија овог муџахедина потврдила је то да се на КиМ водио не само ослободилачки рат него и џихад - свети рат муслимана против хришћана.
На подручју овог села новинарске екипе нису имале приступ из безбедносних разлога. Репортер Ројтерса који се ипак пробио до Поношевца 5. маја видео је један полицијски камионет разнесен зољом на локалном путу. Хвала вам што сте дошли, али мораћете сместа да одете. Ово је борбена зона. Будите пажљиви. Терористи се налазе ма положајима дуж пута на улазу и излазу из села. Погледајте овај оклопни транспортер који је погођен из ракетног бацача. Пет наших људи је повређено, од којих је један у критичном стању. То се може догодити и вама - рекао је један припадник полиције показујући новинарима уништени транспортер.
Полиција је тог дана објавила да у потпуности контролише Поношевац и да се у обручу налази око 200 припадника ОВК. Наредног дана, 6. маја, објављено је да је терористичка група разбијена и да су се терористи повукли у брда и околна села. Тада су извршили нападе на пограничне јединице Војске Југославије. Већина мештана овог албанског села је избегла, а полиција се забарикадирала у полицијску станицу поред које је стациониран и оклопни транспортер. Међутим, припадници ОВК могли су се тих дана видети на мање од километар удаљености од полицијске станице у Поношевцу што сведочи да се нису у потпуности повукли из села. Они су већ 8. маја напали патролу МУП-а у селу и том приликом ранили једног полицајца. Кроз неколико дана тензије су се смириле. О губицима терориста у борбама код Поношевца се ништа поуздано не зна.